# Santiago Ojeda (judoka)
Santiago Ojeda Pérez (ur. 1 lipca 1944 w Gáldar, zm. 3 marca 1997 w Las Palmas de Gran Canaria) – hiszpański judoka. Olimpijczyk z Monachium 1972, gdzie zajął jedenaste miejsce w wadze ciężkiej i dziewiętanste w kategorii open.
Uczestnik mistrzostw świata w 1971, 1973 i 1975. Zdobył trzy medale na mistrzostwach Europy w 1971 – 1973. Triumfator igrzysk śródziemnomorskich w 1971 i 1975. Trzeci na wojskowych MŚ w 1966 roku.   

## Letnie Igrzyska Olimpijskie 1972
| Konkurencja | Eliminacje                  | Klas. końcowa |
| Konkurencja | Przeciwnik I                | Miejsce       |
| ----------- | --------------------------- | ------------- |
| +93 kg      | Klaus Glahn (FRG) P         | 11.           |
| Open        | Masatoshi Shinomaki (JPN) P | 19.           |